# Premio Otto Naegeli
Il Premio Otto Naegeli (in tedesco: Otto-Naegeli-Preis) è un riconoscimento per la ricerca medica, che in genere viene assegnato ogni due anni. Fu istituito nel 1960 in onore di Otto Naegeli (1871-1938), professore di medicina interna all'Università di Zurigo.
È uno dei più importanti premi svizzeri di medicina, anche per la consistenza economica del premio, ed è riservato a ricercatori residenti in Svizzera, in particolare a giovani studiosi. Dal 1984, la Fondazione Otto Naegeli elevò la consistenza del premio a 100.000 franchi svizzeri, che quattro anni più tardi raddoppiarono per iniziativa della Fondazione Bonizzi-Theler di Zurigo.

## La Fondazione Bonizzi-Theler
La Fondazione Bonizzi-Theler fu creata nel 1975 per disposizione testamentaria di Alberto Bonizzi-Theler da parte di sua moglie Neni Bonizzi-Theler(m. 5 novembre 1982). La fondazione ha promosso progetti di ricerca nell'ambito della medicina umana e ha finanziato con 2,5 milioni di franchi la cattedra Bonizzi Theler per la genomica funzionale presso il Centro di genomica funzionale Zurigo dell'Università di Zurigo e l'ETH di Zurigo, aperto nel 2002.
Il 20 febbraio 2009 è stata cancellata dal registro di commercio svizzero.

## Vincitori
Il premio è stato vinto dai seguenti ricercatori:
- 2018:	Nenad Ban - Biologia molecolare strutturale
- 2016:	Markus G. Manz -Ematologia e oncologia
- 2016:	Adrian F. Ochsenbein - Oncologia clinica e sperimentale
- 2014:	Silvia Arber - Neurobiologia
- 2012:	Lars E. francese - Dermatologia
- 2012	Markus H. Heim - Epatologia/Immunità innata
- 2010	Ruedi Aebersold	- Biologia dei sistemi/proteomica
- 2010	Amos Bairoch - Bioinformatica/proteomica
- 2008	Pierre-Alain Clavien - Chirurgia/trapianto addominale
- 2006	Susan Gasser - Biologia molecolare/epigenetica
- 2004	Ernst Hafen - Biologia dello sviluppo/biologia dei sistemi
- 2002	Walter Wahli	Omeostasi biologia cellulare/energia
- 2000	Susanne Suter - Pediatria/fibrosi cistica
- 1998	Hans Hengartner - Immunologia/virologia sperimentale
- 1996	Ueli Schibler	- Biologia molecolare ritmi circadiani
- 1994	Heini Murer - Fisiologia/trasporto di membrana
- 1992	Heidi Diggelmann - Microbiologia/retrovirus
- 1990	Pierre Vassalli	Patologia/ematologia
- 1988	Rolf Zinkernagel - Immunologia/virologia sperimentale
- 1986	Lelio Orci - Endocrinologia/biologia cellulare
- 1984	Werner Straub - Medicina interna/metabolismo

- 1983	Jules Angst - Psichiatria/depressione
- 1982	Walter J. Gehring - Biologia dello sviluppo
- 1981	Günter Baumgartner - Neurologia/neurofisiologia
- 1979	Max L. Birnstiel - Biologia molecolare
- 1978	E. Rudolf Froesch - Endocrinologia/insulina
- 1977	Hugo Studer - Medicina interna/funzione tiroidea
- 1975	Max M. Burger - Oncologia
- 1974	Ernst Sorkin - Biochimica/oncologia
- 1973	Hans R. Mühlemann - Parodontologia
- 1972	Hugo Aebi - Biochimica/chimica clinica
- 1972	Charles Rouiller - Morfologia/istologia
- 1970	Robert Keller - Immunologia
- 1969	Konrad Akert - Neurobiologia
- 1967	Albert E. Renold - Biochimica/endocrinologia
- 1966	Andrea Prader - Pediatria/metabolismo
- 1965	Micheline Bettex-Galland - Biochimica/trombociti
- 1965	Ernst Luescher - Biochimica/trombociti
- 1964	Robert Schwyzer	- Biochimica /biologia molecolare
- 1962	Gian Töndury - Anatomia/sistema locomotore
- 1961	Kitty Ponse - Zoologia/endocrinologia
- 1960	Franz Leuthardt	- Biochimica/metabolismo